# Jessica Amlee
Jessica Amlee (Maple Ridge, 17 luglio 1994) è un'attrice canadese, conosciuta per aver interpretato Mallory Wells nella serie TV Heartland e Amy nel film horror Beneath del 2007.

## Biografia
Nipote del sassofonista jazz P.J. Perry, Amlee vive nella sua città natale di Maple Ridge, nella Columbia Britannica, con i suoi genitori e un fratello maggiore. Decide di diventare attrice all'età di 4 anni, dopo aver visto un film con Mary-Kate e Ashley Olsen: i suoi genitori la portano quindi in un'agenzia, dopo viene scritturata per una pubblicità francese. Compare poi in più di 50 spot. Amlee studia, successivamente, alla Tarlington Talent School. La sua performance nel film The Love Crimes of Gillian Guess le permette di aggiudicarsi un Leo Awards, diventando la più giovane attrice ad aver vinto questo premio.

## Filmografia

### Cinema
- They - Incubi dal mondo delle ombre (They), regia di Robert Harmon (2002)
- La mia vita senza me (My Life Without Me), regia di Isabel Coixet (2003)
- Superbabies: Baby Geniuses 2, regia di Bob Clark (2004)
- Reflection, regia di Tony Dean Smith - cortometraggio (2004)
- Chestnut - Un eroe a quattro zampe (Chestnut: Hero of Central Park), regia di Robert Vince (2004)
- Eve and the Fire Horse, regia di Julia Kwan (2005)
- The Invisible Dog, regia di Madeleine Grant - cortometraggio (2006)
- Juliana and the Medicine Fish, regia di Jeremy Torrie - cortometraggio (2007)
- Beneath, regia di Dagen Merrill (2007)
- Rapita - La storia di Hannah Anderson (Kidnapped: The Hannah Anderson Story), regia di Peter Sullivan (2015)

### Televisione
- Mysterious Ways - serie TV, episodio 1x19 (2001)
- Oltre i limiti (The Outer Limits) - serie TV, episodio 7x15 (2001)
- Dark Angel - serie TV, episodio 2x08 (2001)
- Smallville - serie TV, episodio 1x08 (2001)
- Animal Miracles - serie TV, episodio 2x02 (2002)
- Andromeda - serie TV, episodio 2x15 (2002)
- Just Cause - serie TV, episodi 1x01-1x02 (2002)
- The Twilight Zone - serie TV, episodio 1x35 (2003)
- Jeremiah - serie TV, episodi 1x19-2x14-2x15 (2002-2004)
- Stargate Atlantis - serie TV, episodio 1x05 (2004)
- The Love Crimes of Gillian Guess, regia di Bruce McDonald - film TV (2004)
- The Dead Zone - serie TV, episodi 2x09-4x03 (2003-2005)
- Barbie e la magia di Pegaso (Barbie and the Magic of Pegasus), regia di Greg Richardson - film TV (2005) - voce
- The Collector - serie TV, episodio 3x09 (2006)
- Absolute Zero, regia di Robert Lee - film TV (2006)
- Tempesta di fuoco (Firestorm: Last Stand at Yellowstone), regia di John Lafia - film TV (2006)
- Last Chance Cafe, regia di Jorge Montesi - film TV (2006)
- Left Coast, regia di Michael McGowan - film TV (2008)
- Vivere fino alla fine (Living Out Loud), regia di Anne Wheeler - film TV (2009)
- A Heartland Christmas, regia di Dean Bennett - film TV (2010)
- Heartland - serie TV, 77 episodi (2007-2012)
- Greenhouse Academy - serie TV, 25 episodi (2017-2019)

## Riconoscimenti
- 2005 – Leo Awards
  - Nomination Feature Length Drama: Best Supporting Performance by a Female (The Love Crimes of Gillian Guess)

## Doppiatrici italiane
Nelle versioni in italiano dei suoi film, Jessica Amlee è stata doppiata da:
- Sara di Gregorio in Chestnut - Un eroe a quattro zampe.
- Joy Saltarelli in Greenhouse Academy.
- Giulia Franceschetti in Heartland.

Nella versione italiana di Barbie e la magia di Pegaso, la voce dell'attrice è sostituita da quella di Letizia Ciampa.